# Окагаки
Окагаки (яп. 岡垣町 Окагаки-мати) — посёлок в Японии, находящийся в уезде Онга префектуры Фукуока. Площадь посёлка составляет 48,51 км², население — 31 858 человек (1 августа 2014), плотность населения — 656,73 чел./км².

## Географическое положение
Посёлок расположен на острове Кюсю в префектуре Фукуока региона Кюсю. С ним граничат город Мунаката и посёлки Онга, Асия.

## Население
Население посёлка составляет 31 858 человек (1 августа 2014), а плотность — 656,73 чел./км². Изменение численности населения с 1980 по 2005 годы:
| 1980 | 25 327 чел. |  |
| 1985 | 27 872 чел. |  |
| 1990 | 27 896 чел. |  |
| 1995 | 28 807 чел. |  |
| 2000 | 30 417 чел. |  |
| 2005 | 31 332 чел. |  |

## Символика
Деревом посёлка считается камфорное дерево, цветком — рододендрон, птицей — обыкновенный зимородок.